# St. Lucie Village
St. Lucie Village – miasto w Stanach Zjednoczonych, w stanie Floryda, w hrabstwie St. Lucie.